# Orthetrum austrosundanum
Orthetrum austrosundanum – gatunek ważki z rodziny ważkowatych (Libellulidae).